# Berejów (gmina)
Berejów (od 1877 Tarło) – dawna gmina wiejska istniejąca w XIX wieku w guberni lubelskiej. Siedzibą władz gminy był Berejów.
Za Królestwa Polskiego gmina Berejów należała do powiatu lubartowskiego w guberni lubelskiej.
Gmina została zniesiona w 1877 roku przez przemianowanie na gmina Tarło.